# 韓相佑
韓相佑（韓語：한상우），韓國電視劇導演。

## 作品列表

### 電視劇
- 2012年：KBS《赤道的男人》
- 2014年：KBS《Drama Special－咖哩的味道》
- 2014年：KBS《明日如歌》
- 2015年：KBS《不善良的女人們》
- 2017年：KBS《黑騎士》
- 2019年：KBS《鄰家律師趙德浩2：罪與罰》

### 製作人作品
- 2016年：KBS《Master－麵條之神》

### 助理導演作品
- 2007年：KBS《愛也好恨也好》
- 2009年：KBS《夥伴們》

## 外部連結
- NAVER （页面存档备份，存于）